# Journal of the European Economic Association
Das Journal of the European Economic Association (JEEA) ist eine wirtschaftswissenschaftliche Zeitschrift, die alle zwei Monate im Namen der European Economic Association (EEA) durch Wiley-Blackwell herausgegeben wird. Selbsterklärtes Ziel des JEEA ist die Förderung der Ziele der EEA, der Entwicklung und Anwendung der Volkswirtschaftslehre als Wissenschaft und der Kommunikation sowie des Austauschs zwischen Lehrern, Forschern und Schülern der Volkswirtschaftslehre. Das JEEA gehört zu den besten 10 Prozent volkswirtschaftlicher Publikationen.
Derzeitiger Chefredakteur ist Juuso Välimäki. Er wird unterstützt von Nicola Gennaioli, Claudio Michelacci, Dirk Krueger und Daniele Paserman.

## Geschichte
Nachdem zunächst die European Economic Review (EER), herausgegeben durch Elsevier, seit 1986 die offizielle Zeitschrift der European Economic Association gewesen war, wurde 2003 das Journal of the European Economic Association neu geschaffen, um speziell diese Rolle zu erfüllen. Grund für die Aufkündigung des Vertrages mit Elsevier und den Wechsel zum JEEA als offizielle Zeitschrift der EEA war zum einen Unzufriedenheit damit, dass die EEA nicht Eigentümer der EER war, zum anderen der durch Elsevier bestimmte Kaufpreis der EER, den viele EEA-Mitglieder als zu hoch empfanden. Die Publizierung des JEEA wurde zunächst dem Verlag MIT Press übertragen, ging jedoch 2011 an Wiley-Blackwell über. Erster Chefredakteur des JEEA war Xavier Vives, dessen Amt 2009 Fabrizio Zilibotti übernahm.

## Inhalte
Das Journal of the European Economic Association heißt Artikelvorschläge aus allen Gebieten der Volkswirtschaftslehre willkommen und hat keine spezifische methodologische oder inhaltliche Präferenz. Zu den Forschungsfeldern, zu denen bisher in dem JEEA publiziert wurde, gehören angewandte Ökonometrie, Verhaltensökonomik, Wirtschaftswachstum und Entwicklungsökonomie, Wirtschaftstheorie, experimentelle Ökonomik, Finanzwissenschaft, Makroökonomie, Organisationstheorie und politische Ökonomie.

## Rezeption
In einer Studie von Kalaitzidakis et al. (2011) belegte das Journal of the European Economic Association Platz 19 von 209 ausgewerteten Publikationen. Im wirtschaftswissenschaftlichen Publikationsranking des Tinbergen-Instituts an der Universität Amsterdam wird das Journal of the European Economic Association in der Kategorie A („sehr gute allgemeine wirtschaftswissenschaftliche Fachzeitschriften und Spitzenzeitschriften im jeweiligen Fachgebiet“) geführt. Eine weitere Studie der französischen Ökonomen Pierre-Phillippe Combes und Laurent Linnemer listet das Journal mit Rang 6 wirtschaftswissenschaftlichen Zeitschriften in die zweitbeste Kategorie AA ein.

## Renommierte Artikel
Zu den Artikeln, die großen Einfluss auf die moderne Volkswirtschaftslehre gehabt haben und in dem Journal of the European Economic Association publiziert wurden, gehören:
- Frank Smets, Raf Wouters: An Estimated Dynamic Stochastic General Equilibrium Model of the Euro Area. 2003
- Jean-Charles Rochet, Jean Tirole: Platform Competition in Two-Sided Markets. 2003
- Daron Acemoglu, Philippe Aghion, Fabrizio Zilibotti: Distance to Frontier and Economic Growth. 2006

Weitere wichtige Beiträge erfolgten durch Alesina, Campante und Tabellini (2008), Gali und Salido (2007), Stock und Watson (2005), Blundell, Costa Dias und Meghir (2004), Fehr und List (2004) sowie Tabellini (2010).